# Silvio Piola
Silvio Piola (29. september 1913 - 4. oktober 1996) var en italiensk fodboldspiller (angriber).
Piola blev verdensmester med Italiens landshold ved EM 1938 i Frankrig, hvor han spillede alle italienernes kampe og scorede fem mål, hvilket rakte til en andenplads på turneringens topscorerliste. Han nåede i alt at lave hele 30 mål i 34 landskampe.
På klubplan spillede Piola en årrække hos Rom-storklubben SS Lazio, og havde desuden ophold hos blandt andet Torino og Juventus. I 1943 blev han topscorer i Serie A.